# Конституанта
Конституа́нта (фр. assemblee constituante) — во Франции и некоторых других государствах — учредительное собрание, общенациональный коллегиальный представительский орган государства, специально создаваемый для разработки и принятия конституции.
В разных странах конституанта имеет разные названия — собственно учредительное собрание, конституционное собрание (ассамблея, конгресс, конвент), большие народные собрания и т. п..

## История
Исторически конституанты образовывались различными способами. Известны примеры, когда роль конституанты выполнял парламент, приняв специальную процедуру (которой сам и придерживался) разработки и принятия конституции (Греция, 1975; Бразилия, 1988). Иногда парламент прямо провозглашал себя конституантой и действовал соответствующим образом (первые конституции, принятые в 1960-х годах в ряде африканских стран — бывших колониях Франции).
Идея конституанты была сформулирована политическим деятелем времен Великой французской революции аббатом Э. Ж. Сийесом (1748—1836). Именно ему принадлежит авторство концепции учредительной власти, положенной в основу деятельности первых Учредительных собраний Франции.
По этой концепции, учредительная власть первична по отношению к власти законодательной, исполнительной и судебной. Учредительная власть принадлежит народу, который, реализуя её через своих представителей (учредительное собрание), принимает конституцию. По мнению Сийеса, депутаты учредительного собрания имеют специальный мандат, который дает им возможность принимать участие в решении вопросов принятия конституции. Наличие такого мандата обеспечивает высокий уровень легитимности принятых соответствующим образом конституций.
Учредительным собранием были приняты первые конституции — основные законы, однако не всегда Конституа́нта формировалась путём общих выборов (а именно такой порядок современные теоретики считают классическим). Так, конституция США 1787 года была принята конвентом, сформированным путём косвенных выборов, а конституция Франции 1791 — органом (Генеральными штатами), избранным с другой целью, который впоследствии провозгласил себя Национальным учредительным собранием. Практика образования конституанты впервые имела место не во Франции, а в США.
В XIX веке создаваемые в других странах представительские органы нередко назывались конституантами конгрессов или конвентов.
Ныне принятие основного закона конституантой как специальным представительским органом является обычной, хотя и не общей практикой. Из-за прагматизма нередко применяется принятие конституции парламентом. Широко используется референдум, который прямо согласуется с концепцией учредительной власти. Иногда, как и раньше, референдуму предшествуют разработка и предварительное одобрение конституции учредительным собранием (Румыния, 1991). Чаще принятие основного закона специально избранной конституантой происходит, во-первых, после получения политической независимости или после реставрации демократического режима (Италия, 1947; Индия 1950; Португалия, 1976), во-вторых, когда организация и деятельность конституанты является традиционным способом принятия основного закона (Болгария, 1991). Случается и сочетание обоих условий (Франция, 1946).
Легитимность организации и деятельности конституанты обеспечивает специальный правовой акт, устанавливающий порядок проведения выборов её членов. В условиях развития государственности нередко возникают сомнения относительно законности или даже конституционности такого акта, особенно когда государственный механизм не конституирован, а орган, уполномоченный выдавать соответствующий акт, отсутствует. При таких обстоятельствах важную роль играет сам факт проведения выборов в конституанту; выборы должны быть не только общими по природе, но и демократическими по характеру. Задачей конституанты является принятие новой конституции. Иногда сама конституция предусматривает формирование соответствующего органа для внесения изменений в основной закон или его ревизию.